# Revenue Act of 1861
Der Revenue Act of 1861, vollständige Bezeichnung An Act to provide increased Revenues from Imports, to pay Interest on the Public Debt, and for other Purposes, war das erste Bundesgesetz in den Vereinigten Staaten, das die Schaffung einer Einkommensteuer vorsah. Das Gesetz trat am 5. August 1861 mit der Unterschrift von Präsident Abraham Lincoln in Kraft.
Der Steuertarif sah eine feste Erhebung von 3 % auf alle Jahreseinkommen über 800 US-Dollar vor. Unter Berücksichtigung der Inflation entspräche das im Jahr 2009 einer Grenze von 18.875 US-Dollar. Der Steuersatz erhöhte sich auf 5 % für alle Personen, die ihren ständigen Wohnsitz im Ausland hatten. Ein Jahr nach Inkrafttreten des Gesetzes wurde mit dem Revenue Act of 1862 eine Steuerprogression eingeführt.